# Henrique Galvão

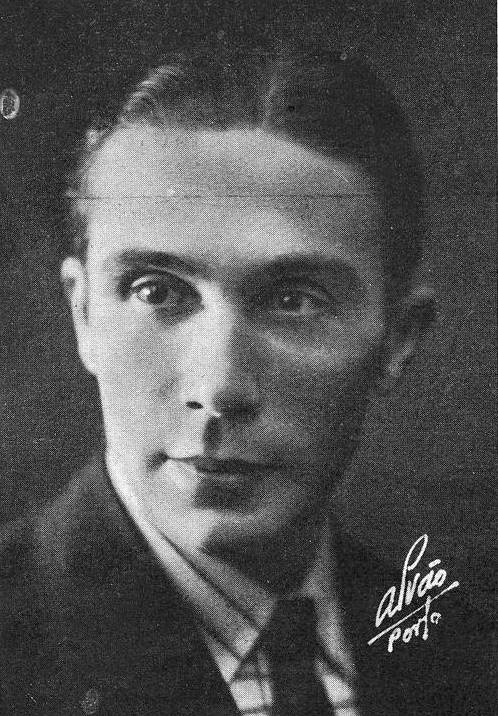
Henrique Galvão, 1934

Henrique Carlos da Malta Galvão (* 4. Februar 1895 in Barreiro; † 25. Juni 1970 in São Paulo) war ein portugiesischer Offizier und Autor, der besonders durch seine Opposition zum Salazar-Regime und die aufsehenerregende Santa-Maria-Affäre bekannt wurde.

## Leben
Er war als Kadett am Putsch beteiligt, der Sidónio Pais 1917 an die Macht brachte. Auch gehörte er zu den Militärs, die am 28. Mai 1926 unter Gomes da Costa die Erste Portugiesische Republik beendeten. Danach bekleidete er eine Reihe öffentlicher Ämter, darunter Gouverneur der Provinz Huíla, Direktor der Exposição do Mundo Português, der portugiesischen Kolonialausstellung 1940, und Leiter des staatlichen Radios, der Emissora Nacional.
Nachdem er eine Reihe Bücher über die Portugiesische Kolonialgeschichte und die Natur in den Kolonien geschrieben hatte, für die er zum Teil offizielle Auszeichnungen in Portugal erhalten hatte, stand er zunehmend in Opposition zur Salazar-Diktatur. 1952 wurde er vom Estado-Novo-Regime festgenommen und 1958 aus der Armee entlassen. Zu 18 Jahren Haft verurteilt, konnte er am 15. Januar 1959 fliehen. Zwei Jahre später war er der Kopf der Santa-Maria-Affäre. Er lebte danach in Brasilien, wo er 1970 starb. Erst 1991 wurden seine Gebeine nach Portugal überführt, wo sie auf dem Cemitério dos Prazeres begraben wurden.
Als Autor hatte er sich sowohl mit Fragen der Politik, insbesondere der portugiesischen Kolonialpolitik, als auch mit Themen der Natur und der Literatur beschäftigt. Er übersetzte u. a. acht Werke Eugene O’Neills und schrieb eigene Theaterstücke. 2006 ist mit Pele (Regie: Fernando Vendrell) einer seiner Romane verfilmt worden. Bekannt geworden ist er vor allem jedoch durch seine Rolle als Oppositioneller.

## Bibliografie
- Francisco Teixeira da Mota: Henrique Galvão: Um Herói Português. Oficina do Livro, Lissabon 2011, ISBN 978-989-555-827-8.
- Pedro Jorge Castro: O Inimigo n.º 1 de Salazar. Esfera do Caos, Lissabon 2010, ISBN 978-989-626-260-0.